# Saint-Pierre-des-Nids
Saint-Pierre-des-Nids ist eine französische Gemeinde mit 1.761 Einwohnern (Stand: 1. Januar 2022) im Département Mayenne in der Region Pays de la Loire; sie gehört zum Arrondissement Mayenne und zum Kanton Villaines-la-Juhel. Die Einwohner werden Poôtéens genannt.

## Geographie
Saint-Pierre-des-Nids liegt etwa 38 Kilometer ostnordöstlich von Mayenne und etwa 14 Kilometer westsüdwestlich von Alençon. Die Gemeinde gehört zum Regionalen Naturpark Normandie-Maine. Umgeben wird Saint-Pierre-des-Nids von den Nachbargemeinden Boulay-les-Ifs und Champfrémont im Norden, Ravigny im Nordosten, La Ferrière-Bochard im Nordosten und Osten, Saint-Céneri-le-Gérei im Osten und Südosten, Saint-Léonard-des-Bois im Süden, Gesvres im Süden und Westen sowie Pré-en-Pail-Saint-Samson im Westen und Nordwesten.

## Bevölkerungsentwicklung
| 1962                       | 1968 | 1975 | 1982 | 1990 | 1999 | 2006 | 2019 |
| -------------------------- | ---- | ---- | ---- | ---- | ---- | ---- | ---- |
| 1718                       | 1610 | 1419 | 1528 | 1595 | 1712 | 1909 | 1853 |
| Quellen: Cassini und INSEE |      |      |      |      |      |      |      |

## Sehenswürdigkeiten
- Kirche Saint-Pierre aus dem 19. Jahrhundert
- Menhir La Pierre au Diable, Monument historique
- Schloss Le Plessis-Bochard aus dem 14. Jahrhundert, erheblich umgebaut im 18. Jahrhundert, Monument historique

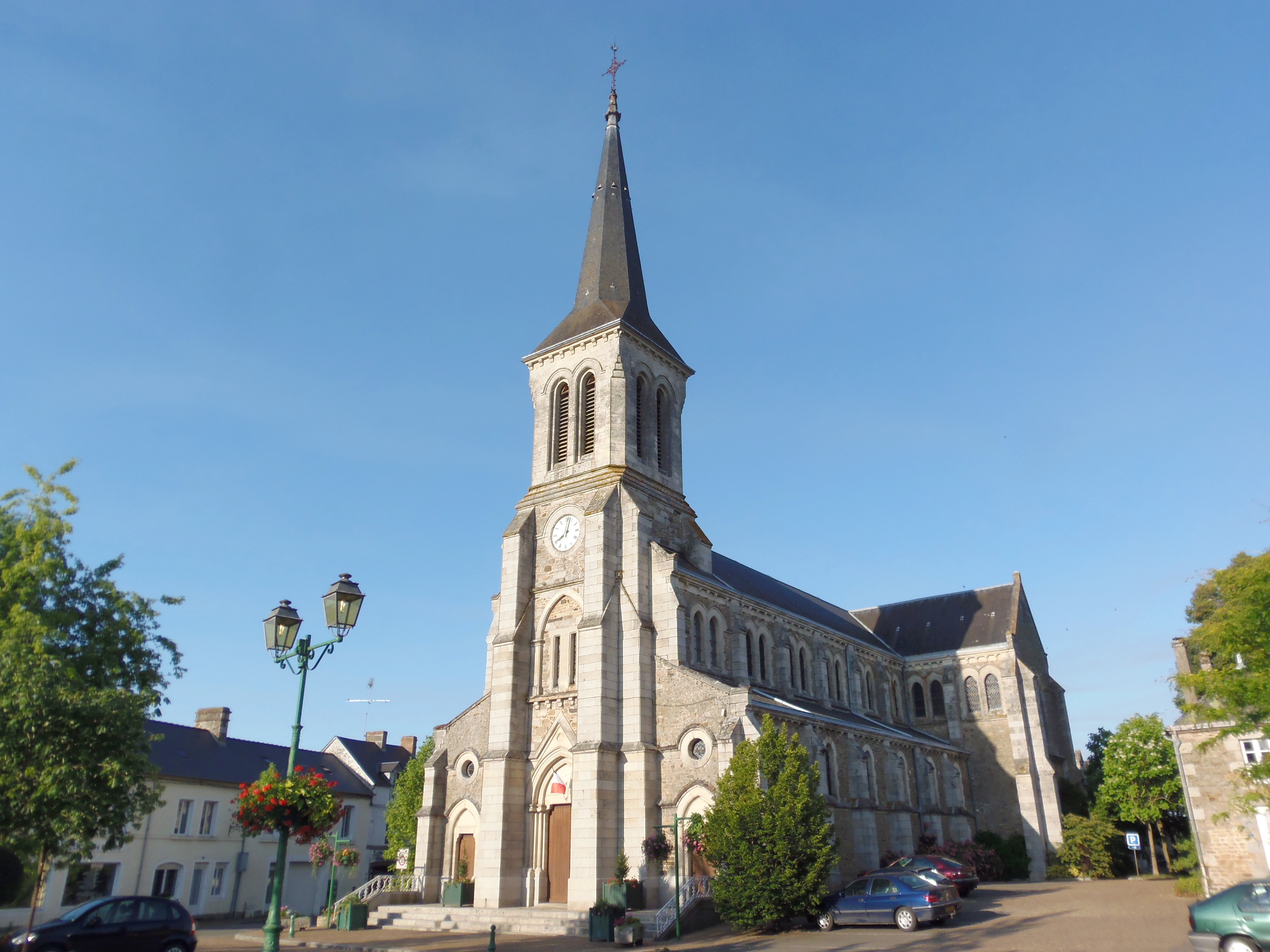
Kirche Saint-Pierre
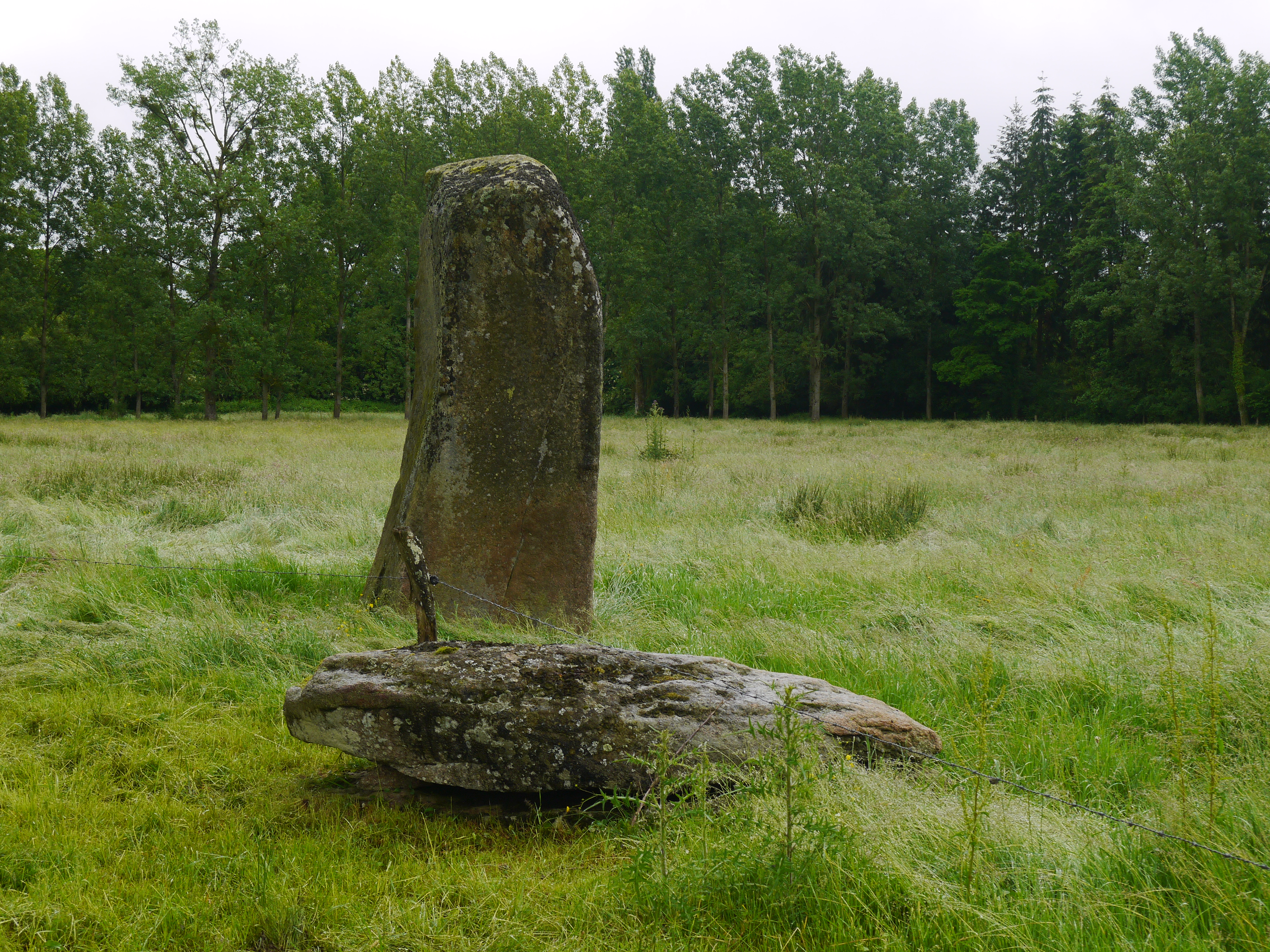
Menhir Pierre au Diable